# Guerrillero Heroico
Guerrillero Heroico (català: Guerriller heroic) és una fotografia icònica d'Ernesto Che Guevara feta pel fotògraf cubà Alberto Korda. Va ser presa el 5 de març de 1960 a l'Havana durant el funeral de les víctimes de l'explosió del La Coubre. Guevara tenia 31 anys quan es va fer la fotografia.

## Context
El 4 de març de 1960, el vaixell de càrrega francès La Coubre va explotar al port de l'Havana, matant fins a 100 persones i ferint-ne diversos centenars més. En sentir l'explosió, Guevara es va precipitar cap al port per acostar-se al vaixell en flames.

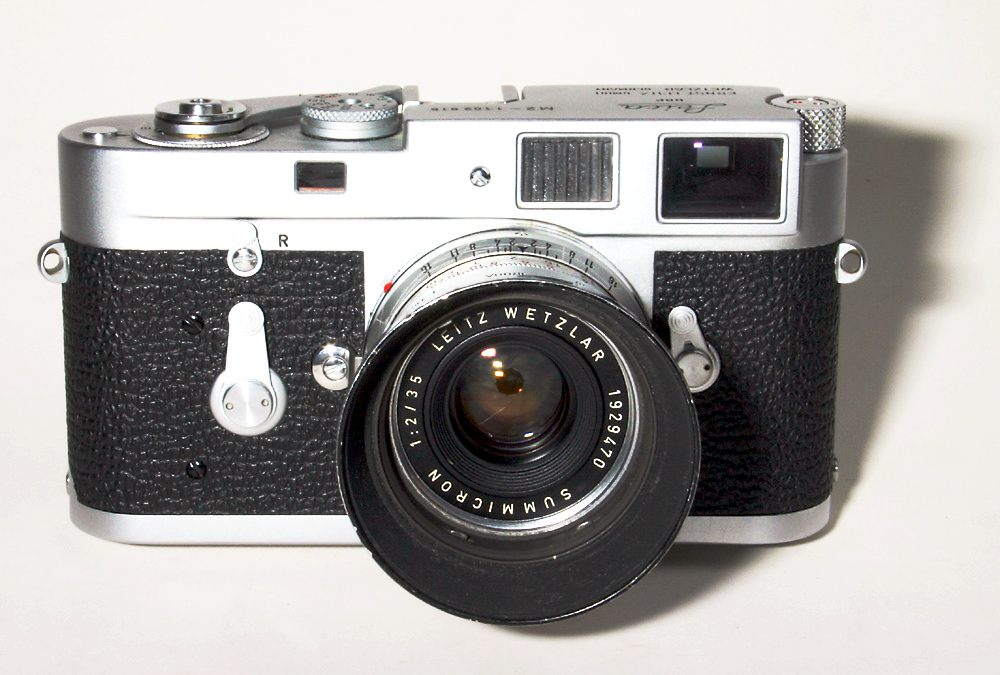
Una Leica M2 similar a la utilitzada per Korda.

L'endemà, el 5 de març, el president Fidel Castro va culpar a la CIA dels fets i va demanar un servei commemoratiu i una manifestació massiva al Cementiri de Colom de l'Havana, per honorar les víctimes. En aquell moment, Guevara era ministre d'Indústria del nou govern, i Korda era el fotògraf oficial de Castro. Després d'una marxa fúnebre pel passeig marítim conegut com el Malecón, Fidel Castro va pronunciar un elogi per als caiguts en un escenari preparat a la cantonada dels carrers 23 i 12. Castro va pronunciar un discurs ardent, utilitzant per primera vegada les paraules "Patria o Muerte" (Pàtria o mort). Mentrestant, a les 11.20 hores, Guevara va ser visible durant uns segons, suficients perquè Korda li fes dues fotos des d'una distància d'uns 7,6–9,1 m. Korda es va adonar de seguida que la seva fotografia tenia els atributs d'un retrat. Més tard Korda va dir d'aquesta fotografia: "La recordo com si fos avui... veure'l emmarcat al visor, amb aquesta expressió. Encara em sorprèn l'impacte... em sacseja amb tanta força". Per fer la fotografia, Korda va utilitzar una Leica M2 amb una lent de 90 mm, carregada amb una pel·lícula panoràmica Kodak Plus-X. En parlar del mètode, Korda va remarcar que "aquesta fotografia no és producte del coneixement o la tècnica. Va ser realment una coincidència, pura sort".

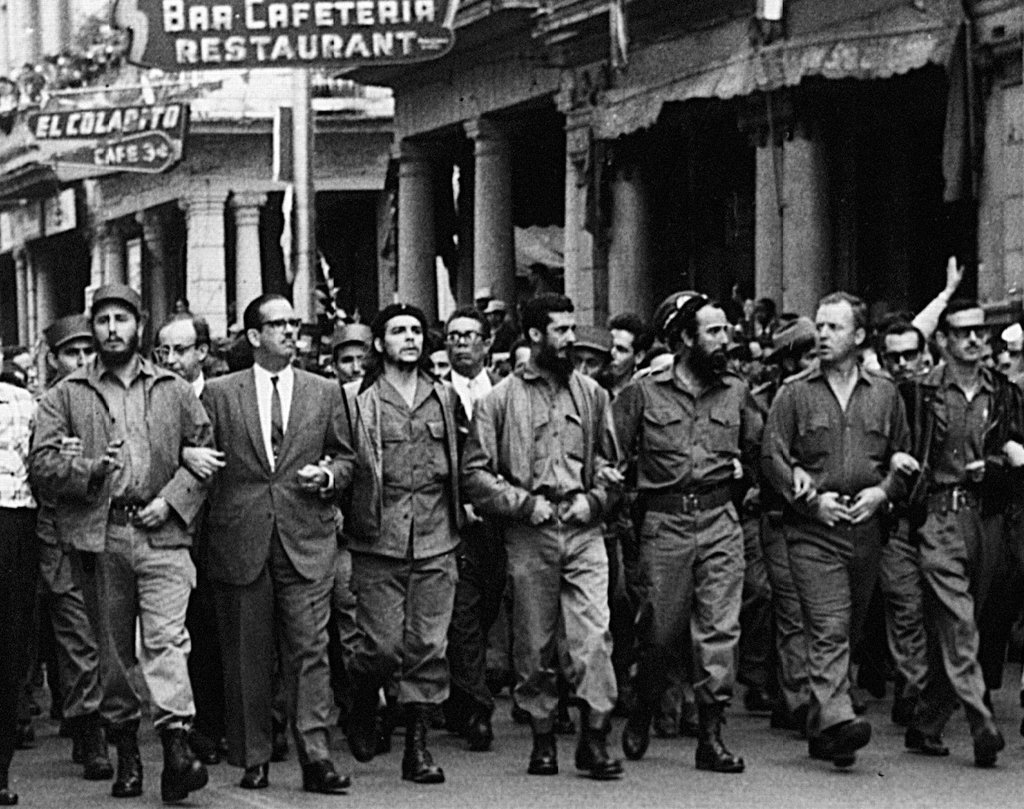
Els dirigents cubans marxant vers el Cementiri de Colon el 5 de març de 1960. D'esquerra a dretaː Fidel Castro, Osvaldo Dorticós Torrado, Che Guevara, Augusto Martínez Sánchez, Antonio Núñez Jiménez, William Alexander Morgan i Eloy Gutiérrez Menoyo.

Durant la concentració, Korda va fer fotografies de dignataris cubans i dels famosos filòsofs existencialistes francesos Jean-Paul Sartre i Simone de Beauvoir, tots dos admiradors de Guevara en aquell moment. A la pel·lícula hi ha fotografies de tots els ponents i les dues imatges de la breu aparició del Che. La imatge clàssica està captada horitzontalment i apareix al fotograma número 40.
La primera fotografia, de les dues que li va fer, tenia a Guevara emmarcat sol entre la silueta de Jorge Masetti i una palmera; la segona hi surt amb el cap d'algú apareixent per sobre de la seva espatlla. La primera imatge, amb "l'intrús" retallat i lleugerament girada, es va convertir en el retrat més famós de Guevara. L'editor de Revolución, on treballava Korda, va decidir utilitzar només les fotografies que havia fet de Castro, Sartre i de Beauvoir, i va retornar a Korda les instantànies del Che. Creient tanmateix que la imatge era poderosa, Korda en va fer una versió retallada, que va ampliar i va penjar a la seva paret al costat d'un retrat del poeta xilè Pablo Neruda; també va regalar-ne algunes còpies.

## Impacte
A partir de finals de la dècada de 1960, la imatge va ajudar a consolidar al Che com a una icona cultural. Korda va declarar que en el moment de disparar la foto, l'havia atret l'expressió facial de Guevara, que mostrava "absoluta implacabilitat", així com també ràbia i dolor. Anys més tard, Korda diria que la fotografia mostrava el caràcter ferm i estoic del Che.

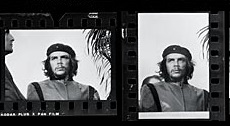
Detall dels films de Kodak on apareixen les dues fotografies del Che.

Emfatitzant la naturalesa omnipresent de la imatge i el seu ampli atractiu, el Maryland Institute College of Art va qualificar la imatge de símbol del segle XX i la fotografia més famosa del món. Se n'han fet reproduccions en gairebé totes les superfícies imaginables, la qual cosa va fer que el Victoria and Albert Museum digués que la imatge s'havia reproduït més que qualsevol altra fotografia. Jonathan Green, director del Museu de Fotografia de la UCR/Califòrnia, va especular el següent: 
La imatge de Korda s'ha obert camí en idiomes d'arreu del món. S'ha convertit en un símbol alfanumèric, un jeroglífic, un símbol instantani. Torna a aparèixer misteriosament sempre que hi ha un conflicte. No hi ha res més a la història que hagi tingut un servei semblant.
El documental de 2008 Chevolution, dirigit per Trisha Ziff, analitza la història i l'impacte global contemporani de la imatge. El llibe de Michael Casey Che's Afterlife: The Legacy of an Image, de 2009, n'analitza també la influència.